# Château de Chevagny-les-Chevrières
Le château de Chevagny-les-Chevrières est situé sur la commune de Chevagny-les-Chevrières en Saône-et-Loire, sur une motte castrale dominant le village.

## Description

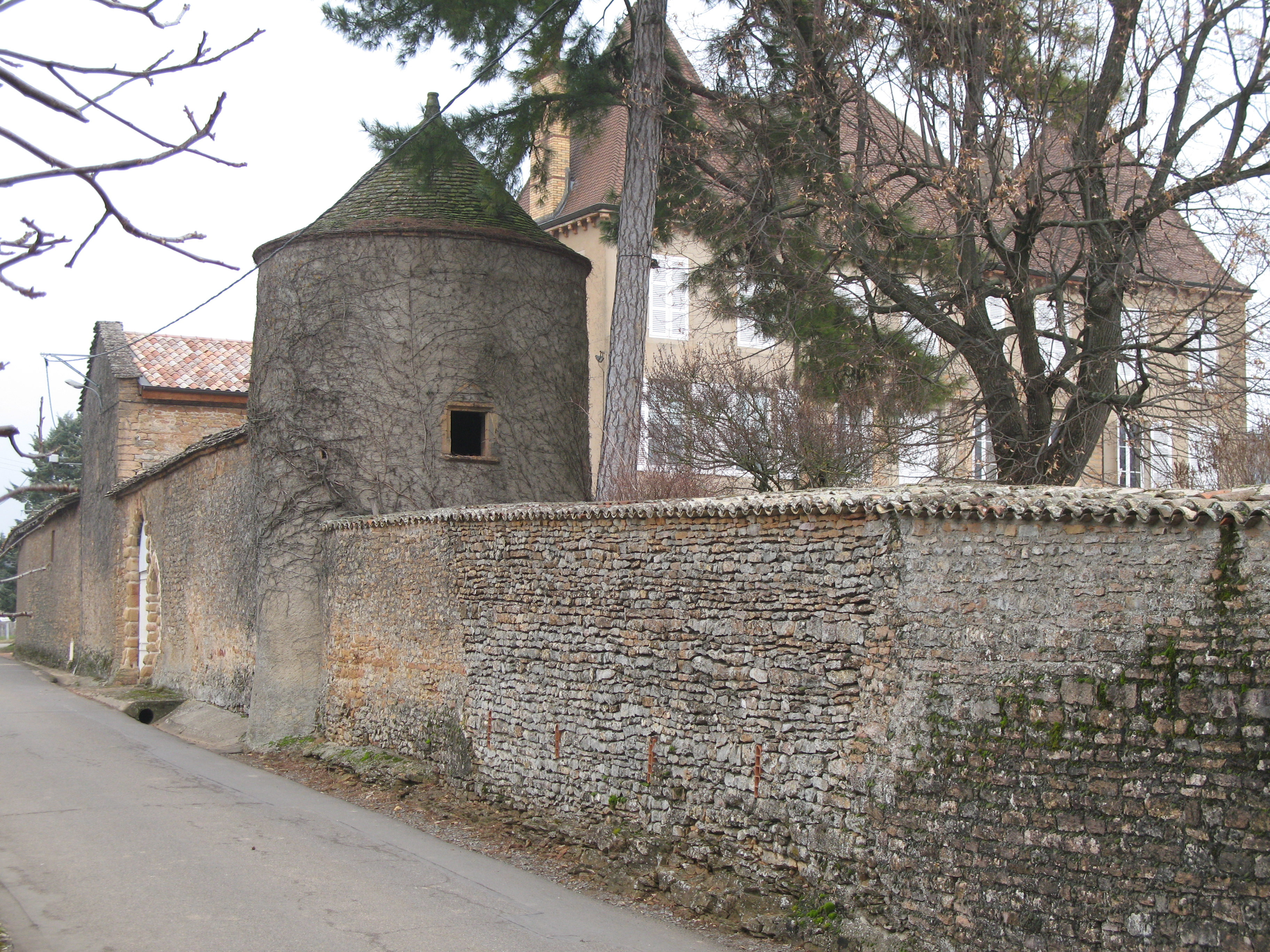
La Tour ronde

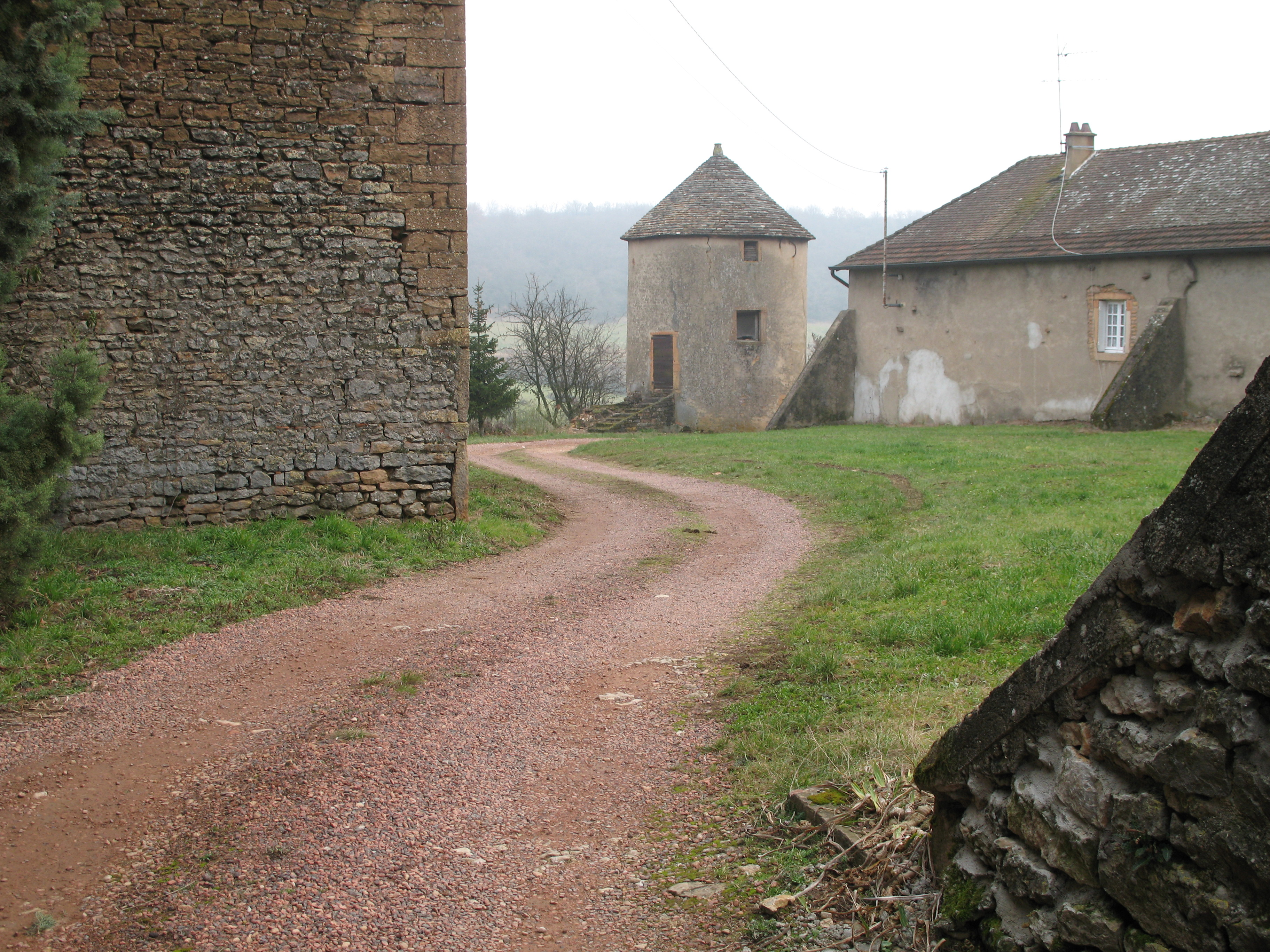
Les communs

On trouve à l'origine une solide maison forte flanquée d'une tour carrée et complétée de communs. À une époque plus récente, des pavillons de même élévation que le logis furent accostés de part et d'autre de la façade sud, à l'alignement de celle-ci.
La façade Nord présente des fenêtres, flanquées de pilastres toscans, celles du premier étage sont à meneau et croisillon.
Les deux étages sont desservis par un escalier de pierre à vis.
Il existait encore au XVIIIe siècle   trois tours, dont deux étaient situées à l'entrée « du jardin du château cultivé par les vignerons». La tour Est a disparu.
Au XVIIIe siècle, la façade est complétée d'un portique de deux travées à arcades en plein cintre portant une terrasse à balustrade desservie par un escalier parallèle au bâtiment. Le portail qui, à l'ouest, donne accès à la cour jadis cernée de constructions, comporte une porte charretière et une porte piétonne en plein cintre à entourage en bossage rustique.
Le château est une propriété privée, et ne se visite pas.

## Historique
- Moyen Âge : la terre de Chevagny est une simple dépendance de la seigneurie de Salornay.
- XVe et XVIe siècles : construction du château.
- Fin du XIXe siècle : aménagements destinés à l'installation d'une pouponnière.